# 주격-대격 정렬

주격-대격 정렬

주격-대격 정렬(主格對格整列, 영어: nominative-accusative alignment) 또는 대격 정렬(對格整列, 영어: accusative alignment)이란 자동사의 주어와 타동사의 주어를 똑같이 취급하고 타동사의 목적어는 그와 다르게 취급하는 정렬 체계이다. 둘을 다르게 취급하는 방식으로는 격 표시, 어순, 동사 일치 등이 있다. 한국어와 영어는 주격-대격 정렬을 따른다.
주격-대격 정렬은 형태론적으로 나타나기도 하고, 통사론적으로 나타나기도 한다. 주격-대격 정렬은 세계적으로 폭넓게 나타나며, 세계 언어의 대다수는 주격-대격 언어이다.

## 같이 보기
- 대격
- 정렬 (언어학)
- 주격